# Brachydesmus jubatus
Brachydesmus jubatus är en mångfotingart som beskrevs av Carl Graf Attems 1907. Brachydesmus jubatus ingår i släktet Brachydesmus och familjen plattdubbelfotingar. Inga underarter finns listade i Catalogue of Life.